# Żółwie
Żółwie (nazwa systematyczna nieustalona, zobacz Nomenklatura) – rząd owodniowców z gromady zauropsydów (Sauropsida) lub według linneuszowskiej klasyfikacji rząd z gromady gadów (Reptilia). Rząd żółwi dzieli się na 2 podrzędy, 14 rodzin i obejmuje 356 gatunków oraz 122 podgatunki żyjące w czasach nowożytnych, tj. od 1500 roku n.e. W tym czasie wyginęło 7 gatunków oraz 3 podgatunki.
Charakteryzują się obecnością pancerza chroniącego cały tułów. Wśród żółwi spotyka się gatunki zarówno mięsożerne, jak i roślinożerne, wodne i lądowe. Wszystkie są jajorodne. Zapłodnienie wewnętrzne odbywa się za pomocą narządu kopulacyjnego. Żółwie, pomimo tego iż są mniej zróżnicowane morfologicznie od innych gadów, potrafiły opanować najróżnorodniejsze środowiska poczynając od mórz, a na terenach pustynnych kończąc.
Występują na wszystkich kontynentach z wyjątkiem Antarktydy, lecz zdecydowana większość to mieszkańcy ciepłej i umiarkowanej strefy wszystkich kontynentów oraz wysp oceanicznych i oceanów. Istnieje kilka gatunków żółwi, które zamieszkują Amerykę Północną, Europę i Australię, gdzie występuje klimat umiarkowany (mroźna zima lub bardzo gorące lato). Gatunki te potrafią przetrwać w takim klimacie, ponieważ zapadają w sen zimowy (hibernacja) lub sen letni (estywacja).
Jedynym żółwiem występującym na terenie Polski w granicach swojego naturalnego obszaru występowania jest żółw błotny. Czasem spotykane są gatunki obce polskiej faunie m.in.: żółw stepowy, żółwiak drapieżny, żółw jaszczurowaty, żółw ostrogrzbiety, żółw grecki, żółw czerwonolicy – zostały one introdukowane.
Dział zoologii zajmujący się żółwiami to chelonologia.
23 maja obchodzony jest Światowy Dzień Żółwia.

## Systematyka

### Nomenklatura
W tradycyjnej klasyfikacji linneuszowskiej jako nazwę systematyczną dla rzędu żółwi najpowszechniej stosowano w przeszłości nazwy Testudines, Testudinata i Chelonia. Nazwa Chelonia została użyta dla rodzaju żółwi z rodziny Cheloniidae, a tym samym nie można stosować jej dla rzędu. Z kolei nazwa Testudines, przypisywana Linneuszowi (1758), była przez niego używana jako liczba mnoga od rodzaju Testudo, a Testudines Batsch, 1788 odnosi się nie do rzędu, lecz rodziny znanej obecnie pod nazwą Testudinidae. Nazwy Chelonii Latreille, 1800, Testudinata Klein in Behn, 1760 oraz Testudinata Oppel, 1811 nie mogą być w zgodzie z Międzynarodowym Kodeksem Nomenklatury Zoologicznej stosowane dla rzędu – jego nazwa systematyczna pozostaje nieustalona.
W najnowszych klasyfikacjach natomiast używane są nazwy Testudines Batsch, 1788, Pantestudines Joyce et al., 2004 i Testudinata Klein, 1760 – różnią się one definicjami filogenetycznymi: według przedstawionych przez Joyce’a i współpracowników (2004) nazwa Testudines odnosi się do kladu obejmującego ostatniego wspólnego przodka Chelonia mydas, Chelus fimbriatus i gatunków typowych wszystkich wyróżnianych przez autora 14 „rodzin” oraz wszystkich jego potomków, Pantestudines – do kladu obejmującego zwierzęta bliżej spokrewnione z Chelonia mydas niż z ptakami, krokodylami, lepidozaurami lub ssakami, a Testudinata – do kladu pochodzącego od pierwszego przedstawiciela mającego w pełni wykształcony pancerz homologiczny z obecnym u Chelonia mydas.
|  | †Australochelys                                   |
|  |                                                   |
|  | \| \| Testudines (żółwie współczesne) \| \| \| \| |
|  |                                                   |
|  | Testudines (żółwie współczesne)                   |
|  |                                                   |

|  | Testudines (żółwie współczesne) |
|  |                                 |

|  | †Australochelys                                   |
|  |                                                   |
|  | \| \| Testudines (żółwie współczesne) \| \| \| \| |
|  |                                                   |
|  | Testudines (żółwie współczesne)                   |
|  |                                                   |

|  | Testudines (żółwie współczesne) |
|  |                                 |

|  | †Australochelys                                   |
|  |                                                   |
|  | \| \| Testudines (żółwie współczesne) \| \| \| \| |
|  |                                                   |
|  | Testudines (żółwie współczesne)                   |
|  |                                                   |

|  | Testudines (żółwie współczesne) |
|  |                                 |

|  | †Australochelys                                   |
|  |                                                   |
|  | \| \| Testudines (żółwie współczesne) \| \| \| \| |
|  |                                                   |
|  | Testudines (żółwie współczesne)                   |
|  |                                                   |

|  | Testudines (żółwie współczesne) |
|  |                                 |

|  | †Australochelys                                   |
|  |                                                   |
|  | \| \| Testudines (żółwie współczesne) \| \| \| \| |
|  |                                                   |
|  | Testudines (żółwie współczesne)                   |
|  |                                                   |

|  | Testudines (żółwie współczesne) |
|  |                                 |

|  | †Australochelys                                   |
|  |                                                   |
|  | \| \| Testudines (żółwie współczesne) \| \| \| \| |
|  |                                                   |
|  | Testudines (żółwie współczesne)                   |
|  |                                                   |

|  | Testudines (żółwie współczesne) |
|  |                                 |

|  | †Australochelys                                   |
|  |                                                   |
|  | \| \| Testudines (żółwie współczesne) \| \| \| \| |
|  |                                                   |
|  | Testudines (żółwie współczesne)                   |
|  |                                                   |

|  | Testudines (żółwie współczesne) |
|  |                                 |

|  | †Australochelys                                   |
|  |                                                   |
|  | \| \| Testudines (żółwie współczesne) \| \| \| \| |
|  |                                                   |
|  | Testudines (żółwie współczesne)                   |
|  |                                                   |

|  | Testudines (żółwie współczesne) |
|  |                                 |

|  | †Australochelys                                   |
|  |                                                   |
|  | \| \| Testudines (żółwie współczesne) \| \| \| \| |
|  |                                                   |
|  | Testudines (żółwie współczesne)                   |
|  |                                                   |

|  | Testudines (żółwie współczesne) |
|  |                                 |

|  | †Australochelys                                   |
|  |                                                   |
|  | \| \| Testudines (żółwie współczesne) \| \| \| \| |
|  |                                                   |
|  | Testudines (żółwie współczesne)                   |
|  |                                                   |

|  | Testudines (żółwie współczesne) |
|  |                                 |

|  | †Australochelys                                   |
|  |                                                   |
|  | \| \| Testudines (żółwie współczesne) \| \| \| \| |
|  |                                                   |
|  | Testudines (żółwie współczesne)                   |
|  |                                                   |

|  | Testudines (żółwie współczesne) |
|  |                                 |

|  | †Australochelys                                   |
|  |                                                   |
|  | \| \| Testudines (żółwie współczesne) \| \| \| \| |
|  |                                                   |
|  | Testudines (żółwie współczesne)                   |
|  |                                                   |

|  | Testudines (żółwie współczesne) |
|  |                                 |

|  | †Australochelys                                   |
|  |                                                   |
|  | \| \| Testudines (żółwie współczesne) \| \| \| \| |
|  |                                                   |
|  | Testudines (żółwie współczesne)                   |
|  |                                                   |

|  | Testudines (żółwie współczesne) |
|  |                                 |

|  | †Australochelys                                   |
|  |                                                   |
|  | \| \| Testudines (żółwie współczesne) \| \| \| \| |
|  |                                                   |
|  | Testudines (żółwie współczesne)                   |
|  |                                                   |

|  | Testudines (żółwie współczesne) |
|  |                                 |

|  | †Australochelys                                   |
|  |                                                   |
|  | \| \| Testudines (żółwie współczesne) \| \| \| \| |
|  |                                                   |
|  | Testudines (żółwie współczesne)                   |
|  |                                                   |

|  | Testudines (żółwie współczesne) |
|  |                                 |

|  | †Australochelys                                   |
|  |                                                   |
|  | \| \| Testudines (żółwie współczesne) \| \| \| \| |
|  |                                                   |
|  | Testudines (żółwie współczesne)                   |
|  |                                                   |

|  | Testudines (żółwie współczesne) |
|  |                                 |

|  | †Australochelys                                   |
|  |                                                   |
|  | \| \| Testudines (żółwie współczesne) \| \| \| \| |
|  |                                                   |
|  | Testudines (żółwie współczesne)                   |
|  |                                                   |

|  | Testudines (żółwie współczesne) |
|  |                                 |

|  | †Australochelys                                   |
|  |                                                   |
|  | \| \| Testudines (żółwie współczesne) \| \| \| \| |
|  |                                                   |
|  | Testudines (żółwie współczesne)                   |
|  |                                                   |

|  | Testudines (żółwie współczesne) |
|  |                                 |

|  | †Australochelys                                   |
|  |                                                   |
|  | \| \| Testudines (żółwie współczesne) \| \| \| \| |
|  |                                                   |
|  | Testudines (żółwie współczesne)                   |
|  |                                                   |

|  | Testudines (żółwie współczesne) |
|  |                                 |

|  | †Australochelys                                   |
|  |                                                   |
|  | \| \| Testudines (żółwie współczesne) \| \| \| \| |
|  |                                                   |
|  | Testudines (żółwie współczesne)                   |
|  |                                                   |

|  | Testudines (żółwie współczesne) |
|  |                                 |

|  | †Australochelys                                   |
|  |                                                   |
|  | \| \| Testudines (żółwie współczesne) \| \| \| \| |
|  |                                                   |
|  | Testudines (żółwie współczesne)                   |
|  |                                                   |

|  | Testudines (żółwie współczesne) |
|  |                                 |

|  | †Australochelys                                   |
|  |                                                   |
|  | \| \| Testudines (żółwie współczesne) \| \| \| \| |
|  |                                                   |
|  | Testudines (żółwie współczesne)                   |
|  |                                                   |

|  | Testudines (żółwie współczesne) |
|  |                                 |

|  | †Australochelys                                   |
|  |                                                   |
|  | \| \| Testudines (żółwie współczesne) \| \| \| \| |
|  |                                                   |
|  | Testudines (żółwie współczesne)                   |
|  |                                                   |

|  | Testudines (żółwie współczesne) |
|  |                                 |

|  | †Australochelys                                   |
|  |                                                   |
|  | \| \| Testudines (żółwie współczesne) \| \| \| \| |
|  |                                                   |
|  | Testudines (żółwie współczesne)                   |
|  |                                                   |

|  | Testudines (żółwie współczesne) |
|  |                                 |

|  | †Australochelys                                   |
|  |                                                   |
|  | \| \| Testudines (żółwie współczesne) \| \| \| \| |
|  |                                                   |
|  | Testudines (żółwie współczesne)                   |
|  |                                                   |

|  | Testudines (żółwie współczesne) |
|  |                                 |

|  | †Australochelys                                   |
|  |                                                   |
|  | \| \| Testudines (żółwie współczesne) \| \| \| \| |
|  |                                                   |
|  | Testudines (żółwie współczesne)                   |
|  |                                                   |

|  | Testudines (żółwie współczesne) |
|  |                                 |

|  | †Australochelys                                   |
|  |                                                   |
|  | \| \| Testudines (żółwie współczesne) \| \| \| \| |
|  |                                                   |
|  | Testudines (żółwie współczesne)                   |
|  |                                                   |

|  | Testudines (żółwie współczesne) |
|  |                                 |

|  | †Australochelys                                   |
|  |                                                   |
|  | \| \| Testudines (żółwie współczesne) \| \| \| \| |
|  |                                                   |
|  | Testudines (żółwie współczesne)                   |
|  |                                                   |

|  | Testudines (żółwie współczesne) |
|  |                                 |

|  | †Australochelys                                   |
|  |                                                   |
|  | \| \| Testudines (żółwie współczesne) \| \| \| \| |
|  |                                                   |
|  | Testudines (żółwie współczesne)                   |
|  |                                                   |

|  | Testudines (żółwie współczesne) |
|  |                                 |

|  | †Australochelys                                   |
|  |                                                   |
|  | \| \| Testudines (żółwie współczesne) \| \| \| \| |
|  |                                                   |
|  | Testudines (żółwie współczesne)                   |
|  |                                                   |

|  | Testudines (żółwie współczesne) |
|  |                                 |

|  | †Australochelys                                   |
|  |                                                   |
|  | \| \| Testudines (żółwie współczesne) \| \| \| \| |
|  |                                                   |
|  | Testudines (żółwie współczesne)                   |
|  |                                                   |

|  | Testudines (żółwie współczesne) |
|  |                                 |

|  | †Australochelys                                   |
|  |                                                   |
|  | \| \| Testudines (żółwie współczesne) \| \| \| \| |
|  |                                                   |
|  | Testudines (żółwie współczesne)                   |
|  |                                                   |

|  | Testudines (żółwie współczesne) |
|  |                                 |

|  | †Australochelys                                   |
|  |                                                   |
|  | \| \| Testudines (żółwie współczesne) \| \| \| \| |
|  |                                                   |
|  | Testudines (żółwie współczesne)                   |
|  |                                                   |

|  | Testudines (żółwie współczesne) |
|  |                                 |

|  | †Australochelys                                   |
|  |                                                   |
|  | \| \| Testudines (żółwie współczesne) \| \| \| \| |
|  |                                                   |
|  | Testudines (żółwie współczesne)                   |
|  |                                                   |

|  | Testudines (żółwie współczesne) |
|  |                                 |

|  | †Australochelys                                   |
|  |                                                   |
|  | \| \| Testudines (żółwie współczesne) \| \| \| \| |
|  |                                                   |
|  | Testudines (żółwie współczesne)                   |
|  |                                                   |

|  | Testudines (żółwie współczesne) |
|  |                                 |

|  | †Australochelys                                   |
|  |                                                   |
|  | \| \| Testudines (żółwie współczesne) \| \| \| \| |
|  |                                                   |
|  | Testudines (żółwie współczesne)                   |
|  |                                                   |

|  | Testudines (żółwie współczesne) |
|  |                                 |

|  | †Australochelys                                   |
|  |                                                   |
|  | \| \| Testudines (żółwie współczesne) \| \| \| \| |
|  |                                                   |
|  | Testudines (żółwie współczesne)                   |
|  |                                                   |

|  | Testudines (żółwie współczesne) |
|  |                                 |

|  | †Australochelys                                   |
|  |                                                   |
|  | \| \| Testudines (żółwie współczesne) \| \| \| \| |
|  |                                                   |
|  | Testudines (żółwie współczesne)                   |
|  |                                                   |

|  | Testudines (żółwie współczesne) |
|  |                                 |

|  | †Australochelys                                   |
|  |                                                   |
|  | \| \| Testudines (żółwie współczesne) \| \| \| \| |
|  |                                                   |
|  | Testudines (żółwie współczesne)                   |
|  |                                                   |

|  | Testudines (żółwie współczesne) |
|  |                                 |

|  | †Australochelys                                   |
|  |                                                   |
|  | \| \| Testudines (żółwie współczesne) \| \| \| \| |
|  |                                                   |
|  | Testudines (żółwie współczesne)                   |
|  |                                                   |

|  | Testudines (żółwie współczesne) |
|  |                                 |

|  | †Australochelys                                   |
|  |                                                   |
|  | \| \| Testudines (żółwie współczesne) \| \| \| \| |
|  |                                                   |
|  | Testudines (żółwie współczesne)                   |
|  |                                                   |

|  | Testudines (żółwie współczesne) |
|  |                                 |

|  | †Australochelys                                   |
|  |                                                   |
|  | \| \| Testudines (żółwie współczesne) \| \| \| \| |
|  |                                                   |
|  | Testudines (żółwie współczesne)                   |
|  |                                                   |

|  | Testudines (żółwie współczesne) |
|  |                                 |

|  | †Australochelys                                   |
|  |                                                   |
|  | \| \| Testudines (żółwie współczesne) \| \| \| \| |
|  |                                                   |
|  | Testudines (żółwie współczesne)                   |
|  |                                                   |

|  | Testudines (żółwie współczesne) |
|  |                                 |

|  | †Australochelys                                   |
|  |                                                   |
|  | \| \| Testudines (żółwie współczesne) \| \| \| \| |
|  |                                                   |
|  | Testudines (żółwie współczesne)                   |
|  |                                                   |

|  | Testudines (żółwie współczesne) |
|  |                                 |

|  | †Australochelys                                   |
|  |                                                   |
|  | \| \| Testudines (żółwie współczesne) \| \| \| \| |
|  |                                                   |
|  | Testudines (żółwie współczesne)                   |
|  |                                                   |

|  | Testudines (żółwie współczesne) |
|  |                                 |

|  | †Australochelys                                   |
|  |                                                   |
|  | \| \| Testudines (żółwie współczesne) \| \| \| \| |
|  |                                                   |
|  | Testudines (żółwie współczesne)                   |
|  |                                                   |

|  | Testudines (żółwie współczesne) |
|  |                                 |

|  | †Australochelys                                   |
|  |                                                   |
|  | \| \| Testudines (żółwie współczesne) \| \| \| \| |
|  |                                                   |
|  | Testudines (żółwie współczesne)                   |
|  |                                                   |

|  | Testudines (żółwie współczesne) |
|  |                                 |

|  | †Australochelys                                   |
|  |                                                   |
|  | \| \| Testudines (żółwie współczesne) \| \| \| \| |
|  |                                                   |
|  | Testudines (żółwie współczesne)                   |
|  |                                                   |

|  | Testudines (żółwie współczesne) |
|  |                                 |

|  | †Australochelys                                   |
|  |                                                   |
|  | \| \| Testudines (żółwie współczesne) \| \| \| \| |
|  |                                                   |
|  | Testudines (żółwie współczesne)                   |
|  |                                                   |

|  | Testudines (żółwie współczesne) |
|  |                                 |

|  | †Australochelys                                   |
|  |                                                   |
|  | \| \| Testudines (żółwie współczesne) \| \| \| \| |
|  |                                                   |
|  | Testudines (żółwie współczesne)                   |
|  |                                                   |

|  | Testudines (żółwie współczesne) |
|  |                                 |

|  | †Australochelys                                   |
|  |                                                   |
|  | \| \| Testudines (żółwie współczesne) \| \| \| \| |
|  |                                                   |
|  | Testudines (żółwie współczesne)                   |
|  |                                                   |

|  | Testudines (żółwie współczesne) |
|  |                                 |

|  | †Australochelys                                   |
|  |                                                   |
|  | \| \| Testudines (żółwie współczesne) \| \| \| \| |
|  |                                                   |
|  | Testudines (żółwie współczesne)                   |
|  |                                                   |

|  | Testudines (żółwie współczesne) |
|  |                                 |

|  | †Australochelys                                   |
|  |                                                   |
|  | \| \| Testudines (żółwie współczesne) \| \| \| \| |
|  |                                                   |
|  | Testudines (żółwie współczesne)                   |
|  |                                                   |

|  | Testudines (żółwie współczesne) |
|  |                                 |

|  | †Australochelys                                   |
|  |                                                   |
|  | \| \| Testudines (żółwie współczesne) \| \| \| \| |
|  |                                                   |
|  | Testudines (żółwie współczesne)                   |
|  |                                                   |

|  | Testudines (żółwie współczesne) |
|  |                                 |

|  | †Australochelys                                   |
|  |                                                   |
|  | \| \| Testudines (żółwie współczesne) \| \| \| \| |
|  |                                                   |
|  | Testudines (żółwie współczesne)                   |
|  |                                                   |

|  | Testudines (żółwie współczesne) |
|  |                                 |

|  | †Australochelys                                   |
|  |                                                   |
|  | \| \| Testudines (żółwie współczesne) \| \| \| \| |
|  |                                                   |
|  | Testudines (żółwie współczesne)                   |
|  |                                                   |

|  | Testudines (żółwie współczesne) |
|  |                                 |

|  | †Australochelys                                   |
|  |                                                   |
|  | \| \| Testudines (żółwie współczesne) \| \| \| \| |
|  |                                                   |
|  | Testudines (żółwie współczesne)                   |
|  |                                                   |

|  | Testudines (żółwie współczesne) |
|  |                                 |

|  | †Australochelys                                   |
|  |                                                   |
|  | \| \| Testudines (żółwie współczesne) \| \| \| \| |
|  |                                                   |
|  | Testudines (żółwie współczesne)                   |
|  |                                                   |

|  | Testudines (żółwie współczesne) |
|  |                                 |

|  | †Australochelys                                   |
|  |                                                   |
|  | \| \| Testudines (żółwie współczesne) \| \| \| \| |
|  |                                                   |
|  | Testudines (żółwie współczesne)                   |
|  |                                                   |

|  | Testudines (żółwie współczesne) |
|  |                                 |

|  | †Australochelys                                   |
|  |                                                   |
|  | \| \| Testudines (żółwie współczesne) \| \| \| \| |
|  |                                                   |
|  | Testudines (żółwie współczesne)                   |
|  |                                                   |

|  | Testudines (żółwie współczesne) |
|  |                                 |

|  | †Australochelys                                   |
|  |                                                   |
|  | \| \| Testudines (żółwie współczesne) \| \| \| \| |
|  |                                                   |
|  | Testudines (żółwie współczesne)                   |
|  |                                                   |

|  | Testudines (żółwie współczesne) |
|  |                                 |

|  | †Australochelys                                   |
|  |                                                   |
|  | \| \| Testudines (żółwie współczesne) \| \| \| \| |
|  |                                                   |
|  | Testudines (żółwie współczesne)                   |
|  |                                                   |

|  | Testudines (żółwie współczesne) |
|  |                                 |

|  | †Australochelys                                   |
|  |                                                   |
|  | \| \| Testudines (żółwie współczesne) \| \| \| \| |
|  |                                                   |
|  | Testudines (żółwie współczesne)                   |
|  |                                                   |

|  | Testudines (żółwie współczesne) |
|  |                                 |

|  | †Australochelys                                   |
|  |                                                   |
|  | \| \| Testudines (żółwie współczesne) \| \| \| \| |
|  |                                                   |
|  | Testudines (żółwie współczesne)                   |
|  |                                                   |

|  | Testudines (żółwie współczesne) |
|  |                                 |

| Nazwa dla rzędu żółwi | Autor, data                       |
| --------------------- | --------------------------------- |
| Testudines            | Linnaeus, 1758                    |
| Testudinata           | Klein, 1760                       |
| Testudines            | Batsch, 1788                      |
| Chelonii              | Latreille, 1800                   |
| Chelonia              | Ross and Macartney, 1802          |
| Testudinata           | Oppel, 1811                       |
| Pantestudines         | Joyce, Parham, and Gauthier, 2004 |

### Taksonomia
- Rząd: Testudines (choć zobacz wyżej)

Obecnie w obrębie rzędu wyróżnia się dwa podrzędy, a w nich w sumie 14 rodzin.
- Podrząd: żółwie bokoszyjne (Pleurodira)
  - żółwie wężoszyjne, matamatowate (Chelidae)
  - pelomeduzowate (Pelomedusidae)
  - Podocnemididae[2]
- Podrząd: żółwie skrytoszyjne (Cryptodira)
  - żółwie morskie (Cheloniidae)
  - żółwie skórzaste (Dermochelyidae)
  - skorpuchowate (Chelydridae)
  - żółwie dwupazurzaste, miękkoskórkowate (Carettochelyidae)
  - spłaszczkowate (Dermatemydidae)
  - mułowcowate (Kinosternidae)
  - żółwie wielkogłowe (Platysternidae)
  - żółwiakowate (Trionychidae)
  - żółwie błotne (Emydidae)
  - batagurowate (Geoemydidae syn. Bataguridae)
  - żółwie lądowe (Testudinidae)

Z mułowcowatych czasami wydzielana jest rodzina Staurotypidae – krzyżopiersiowate.

### Pochodzenie
Żółwie pojawiły się prawdopodobnie na przełomie paleozoiku i mezozoiku, ok. 255 mln lat temu, na co wskazuje datowanie molekularne. Już wcześniej, w środkowym permie żyli ich domniemani przodkowie, roślinożerne parejazaury (Pareiasauria). Paleontolodzy nie odnaleźli jednak form pośrednich, które łączyłyby je z prymitywnymi gadami z karbonu. Ze względu na czaszkę bez otworów skroniowych żółwie tradycyjnie traktowano jako przedstawicieli Anapsida – co wspierają też niektóre nowsze analizy – lub, rzadziej, za lepidozauromorfy. Praktycznie wszystkie analizy molekularne wskazują, że żółwie to diapsydy, które utraciły otwory skroniowe. Na podstawie analizy sekwencji mikroRNA zasugerowano bliskie pokrewieństwo żółwi z lepidozaurami, jednak wyniki tych badań zostały skrytykowane, a niemal wszystkie pozostałe badania molekularne łączą żółwie z archozaurami. Dopiero stosunkowo niedawno dostrzeżono pewne cechy morfologiczne, takie jak budowa kości bocznoklinowej u wczesnych żółwi i Archosauriformes, które wspierają hipotezę o bliskim pokrewieństwie żółwi i archozaurów. Również niektóre inne cechy mogą stanowić synapomorfie łączące te dwa klady.
Do niedawna najstarszym odkrytym żółwiem był pochodzący z późnego triasu Proganochelys quenstedti (= Triassochelys dux), długości ok. 1 metra. Szczątki zostały odnalezione w Niemczech, a ich wiek oszacowano na 204–206 mln lat. Jednak nie można go uznać za przedstawiciela współczesnych żółwi, gdyż miał jeszcze drobne zęby na podniebieniu, a jedynie szczęki były bezzębne. Nie mógł też chować głowy do wnętrza pancerza – kark chroniły kostne kolce. Uważa się go za przedstawiciela wymarłej linii (podrząd Proganochelydia). W jurze i kredzie były już liczne i pospolite oraz miały typową żółwią postać. Obecnie żółwie są uważane za żywe skamieniałości ze względu na prymitywne cechy budowy ciała, a zwłaszcza brak dołów skroniowych, oraz zachowanie ogólnego planu budowy ciała przez setki milionów lat.
W 2008 na terenach południowo-zachodnich Chin znaleziono mierzące ok. 40 cm długości i dobrze zachowane szczątki należące do gatunku Odontochelys semitestacea. Nazwa wzięła się stąd, że znaleziony osobnik miał zęby, których współczesne żółwie nie mają, a co najistotniejsze, był tylko częściowo opancerzony. Odontochelys semitestacea jest pierwszym znanym nauce osobnikiem pokrytym pancerzem tylko w części. Niekompletny był jego grzbietowy fragment pancerza, karapaks. Odontochelys miał za to w pełni rozwinięty plastron, stanowiący dolną brzuszną część pancerza. Potwierdza to, że uformował się on w pierwszej kolejności. Te dwie cechy, zdaniem naukowców, dowodzą, że zwierzę żyło w wodzie, a plastron pełnił funkcję tarczy obronnej przed atakami drapieżników od spodu. Odkrycie potwierdza też tezę, że grzbietowa część pancerza powstała w wyniku przekształcenia żeber i kręgosłupa, a nie ze skóry, jak zakładała dotychczas jedna z teorii. Znalezione w Chinach szczątki wydłużają historię istnienia żółwi na Ziemi o dalszych kilkanaście milionów lat.
Największe znalezione jak dotąd szczątki żółwia należą do późnokredowego żółwia morskiego Archelon z Ameryki Północnej, którego szkielet mierzy około 4,5 m długości od dzioba do ogona. Rozpiętość płetwiastych przednich kończyn wynosiła ok. 5,25 m, a masa ciała jest szacowana na ponad 2200 kg.
Niewiele mniejszym jest plioceński żółw Stupendemys geographicus należący do rodziny żółwi pelomeduzowatych. Jego skamieniałości odkopano w Wenezueli. Zamieszkiwał południowoamerykańskie rzeki 3 miliony lat temu i mógł mierzyć do 3 m długości i ważyć 2 tony.

### Mieszańce
Zdarza się, iż z dwóch gatunków z rodziny batagurowatych (Geoemydidae) rodzi się hybryda, większość takich samców jest niepłodna (podczas gdy wszystkie samice są w pełni płodne), na wolności można spotkać tylko pojedyncze osobniki, natomiast w hodowlach na terenie Azji często spotykane.
- „Mauremys” × iversoni (Pritchard & Mccord, 1991) – Mauremys mutica x Cuora trifasciata
- Cuora serrata (Iverson & Mccord, 1992) – Pyxidea mouhotii x Cuora galbinifrons
- Ocadia philippeni (McCord & Iverson, 1992) – Ocadia sinensis x Cuora trifasciata
- „Ocadia” × glyphistoma (McCord & Iverson, 1994) – Ocadia sinensis x Mauremys anamensis
- „Mauremys” × pritchardi (McCord, 1997) – Mauremys mutica x Chinemys reevesi

W środowisku naturalnym znaleziono również mieszańce gatunków Pseudemys nelsoni i Pseudemys concinna. 

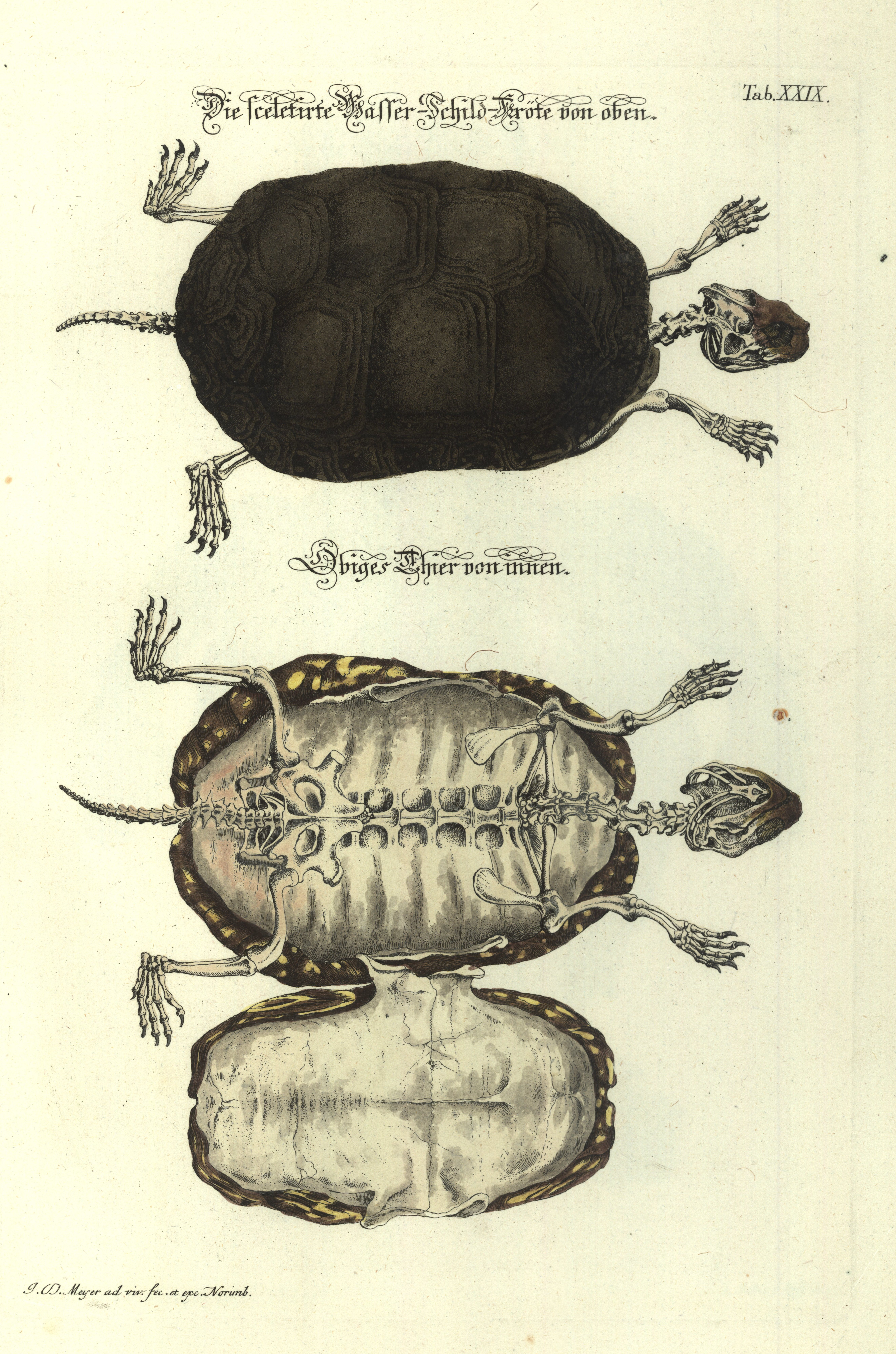
Szkielet żółwia, miedzioryt kolorowany (Johann Daniel Meyer, 1748)

## Budowa ciała

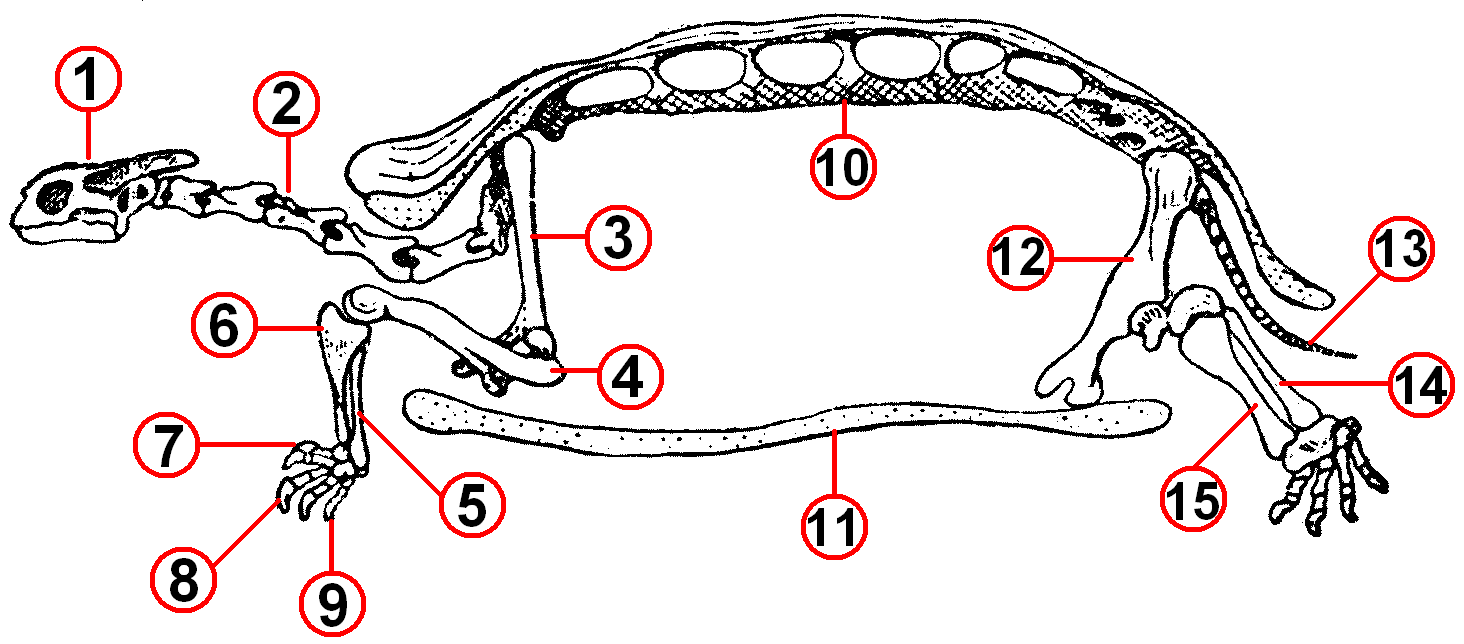
1. Czaszka 2. Kręgi szyjne 3. Łopatki 4. Kość ramieniowa 5. Kość łokciowa 6. Kość promieniowa 7. Pierwszy palec 8. Trzeci palec 9. Piąty palec 10. Kręgi klatki piersiowej 11. Plastron 12. Kość biodrowa 13. Kręgi ogonowe 14. Kość strzałkowa 15. Kość piszczelowa

1. Oczy 2. Tarczka karkowa 3. Tarczki kręgowe 4. Tarczki żebrowe 5. Tarczki brzeżne 6. Tarczki nadogonowe 7. Głowa 8. Kończyny przednie 9. Karapaks 10. Pazury 11. Kończyny tylne 12. Ogon 13. Przełyk 14. Tchawica 15. Płuca 16. Serce 17. Żołądek 18. Wątroba 19. Jelita 20. Pęcherz moczowy 21. Odbytnica 22. Kloaka 23. Odbyt

- Są jedynymi kręgowcami z zewnętrznym szkieletem, którego grzbietowa część – karapaks powstała z przekształcenia żeber i ościstych wyrostków kręgów w kostne płyty. Dolną brzuszną część pancerza – plastron stanowi zmodyfikowany obojczyk i żebra brzuszne. Zarysy kości nie odpowiadają dokładnie tym z tarczek. Tak więc ciało pokryte jest dwuwarstwowym pancerzem, złożonym z szeregu płytek kostnych, pokrytych z zewnątrz rogowymi tarczkami, których liczba zwykle wynosi 4 a rzadziej 5 par leżących po przeciwnych stronach nieparzystych tarcz kręgowych. Niekiedy zamiast twardego pancerza występuje gładka i miękka skóra. Po bokach ciała karapaks łączy się z plastronem przy pomocy spojenia zwanego mostem, który może być miękki lub sztywny. Niektóre gatunki mają plastron zawieszony na zawiasach, dzięki którym mogą ciasno domykać go do reszty pancerza.
- Żółwie to zwierzęta zmiennocieplne (ektotermiczne), związane jest to termoregulacją organizmu tych zwierząt. Mają niską przemianę materii, a co za tym idzie ilość wytwarzanego ciepła w tym procesie jest mała. Optimum termiczne dla żółwi wynosi od ok. 25 °C do ok. 35 °C, zatem temperatura otoczenia jest niezwykle ważnym czynnikiem funkcjonowania organizmu tych zwierząt.
- Kolor karapaksu ma znaczenie dla poszczególnych gatunków, w zależności od miejsca ich występowania. Żółwie zamieszkujące w strefie umiarkowanej mają ciemny karapaks, ponieważ jak wiadomo ciemny kolor lepiej pochłania ciepło, natomiast żółwie zamieszkujące strefy tropikalne przeważnie mają jasny kolor karapaksu, który odbija promienie słoneczne.
W 2015 roku u żółwi szylkretowych Eretmochelys imbricata wykryto zjawisko biofluorescencji (zjawisko to polega na świeceniu pancerza żółwia na kolory zielony i czerwony, gdy pancerz zostanie oświetlony światłem niebieskim)[26].
- W przeciwieństwie do pozostałych owodniowców (gadów, ptaków, ssaków) mają pierwszy kręg (atlas) z trzonem, co ogranicza obroty czaszki (u pozostałych – atlas jest pierścieniowaty, a jego trzon przyrasta do następnego kręgu, obrotnika i tworzy oś obrotu czaszki).
- W przeciwieństwie do jakiegokolwiek innego zwierzęcia na ziemi biodro i łopatki są wewnątrz ich żeber. Dzięki takiej budowie mogą (z wyjątkiem żółwi morskich) wciągać głowę, kończyny i ogon do wnętrza pancerza. Ogon jest raczej krótki i spiczasty.
- Mają rogowy dziób, w którym zamiast zębów (z wyjątkiem kilku wygasłych form) są ostre rogowe listwy na krawędziach szczęki i żuchwy, które u gatunków mięsożernych są ostre jak noże a działają jak nożyce, natomiast u gatunków roślinożernych ich zewnętrzne krawędzie są ząbkowane co ułatwia im odgryzanie twardych, zdrewniałych części roślin.
- Czaszka typu anapsydalnego (brak dołów skroniowych).
- Ruchy żeber podczas oddychania są u żółwi niemożliwe, dlatego mięśnie brzuszne przejęły rolę zwiększania i zmniejszania objętości klatki piersiowej.
- U żółwi wodnych są dobrze unaczynione kloaka i gardło, co pozwala na pobieranie tlenu z wody i długotrwałe zanurzenie żółwia.
- Zapłodnienie jest wewnętrzne do czego służy wprowadzający organ, wypuklany ze steku (jak u niektórych ptaków).
- Wszystkie są jajorodne, samice kopią tylnymi odnóżami dołki w gruncie, gdzie znoszą jaja.
- Mają rozdzielone i ruchome powieki, nie mają otworów usznych, błon bębenkowych i ucha środkowego[27]. Szpara kloakalna jest ustawiona wzdłużnie, pęcherz moczowy znajduje się pod stekiem. Mają gruczoły kloakalne pełniące rolę gruczołów wonnych oraz gruczoły solne znajdujące się w jamie nosowej.

### Anomalie genetyczne

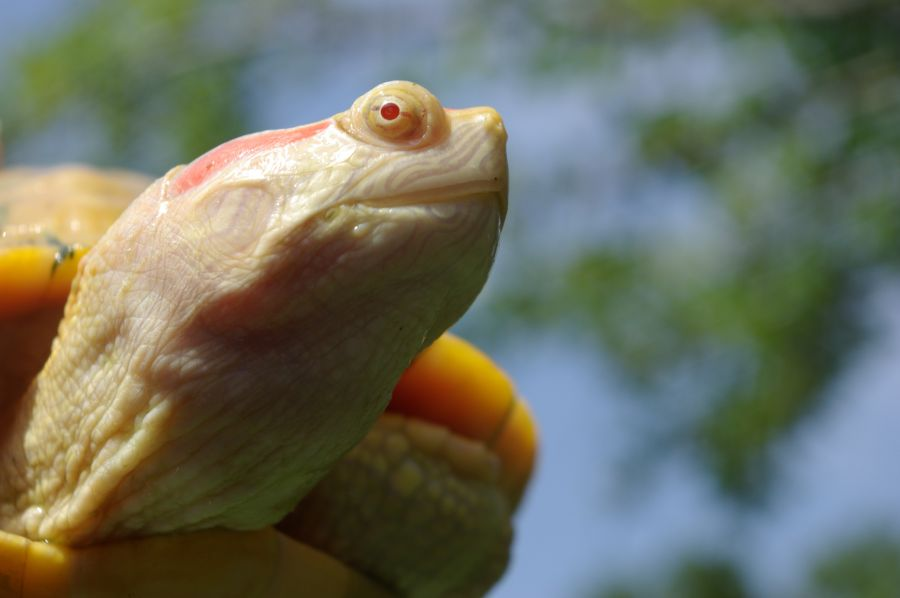
Żółw czerwonolicy – albinos

U żółwi bardzo rzadko można spotkać się z anomaliami genetycznymi, wady takie prawdopodobnie powstają z powodu mutacji genetycznych, choć niektóre zmiany w budowie ciała mogą być też powodowane czynnikami środowiskowymi, jak nieprawidłowe warunki inkubacji jaj (temperatura, wilgotność) lub zanieczyszczeniem środowiska.

#### Albinizm
Albinizm u żółwi objawia się tym, że mają całkowicie lub częściowo białe ciało, w ten sposób różną się znacząco od przedstawicieli swojego gatunku.
- w 2014 r. w Marineland w Antibes we Francji na świat przyszedł albinos żółw Karetta (Caretta caretta)[28]
- w 2018 r. opisano żółwia albinosa z gatunku Emydura subglobosa z ektopią serca (łac. ectopia cordis), tzn. z sercem poza plastronem[29][30][31]

#### Leucyzm
Podobny do albinizmu stan objawia się brakiem niektórych barwników w skórze. Dla przykładu żółw naturalnie będący brązowy z żółtymi łatami cierpiący na leucyzm, może być całkowicie żółty.
- w 2020 roku znaleziono żółwia z gatunku Lissemys punctata o całkowicie żółtym kolorze[32]

#### Policefalia

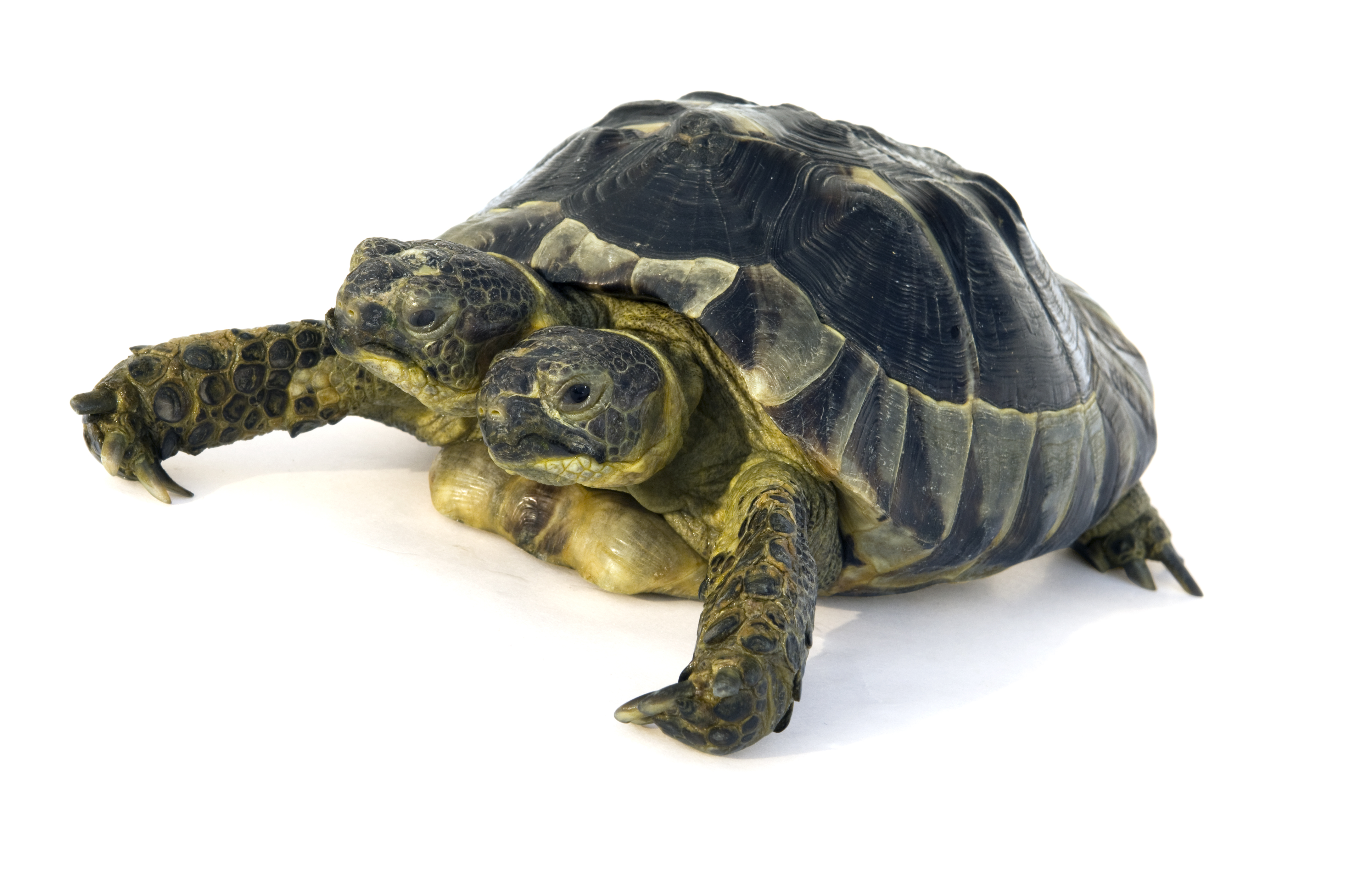
Dwugłowy Żółw śródziemnomorski Testudo graeca urodzony w 1997 w Muzeum Historii Naturalnej w Genewie

Policefalia to stan, w którym organizm ma tylko jedno ciało, ale więcej niż jedną głowę. U żółwi z policefalią najczęściej spotyka się dwie głowy, ale spotykano trzygłowe z tym, że dwie głowy były całkowicie wykształcone natomiast trzecia głowa posiadała formę szczątkową.
- w 2003 r. odkryto w Południowej Afryce dwugłowego żółwia z gatunku Chersina angulata[33]
- w 2004 r. w Dorchester, Anglia urodził się dwugłowy żółw śródziemnomorski Testudo graeca[34]
- 9 sierpnia 2015 r. na plaży Samandağ w Turcji został znaleziony dwugłowy Żółw zielony Chelonia mydas[35]
- w lipcu 2019 r. w Malezji znaleziono żółwia zielonego Chelonia mydas z dwiema głowami[36]
- we wrześniu 2019 r. na plaży w Południowej Karolinie w USA, znaleziono żółwia mającego dwie głowy[37]

#### Bliźniaki syjamskie
Niezwykłą rzadkością wśród zwierząt są żółwie połączone ciałami.
- w 2012 roku w Muzeum Historii Naturalnej w Kijowie pokazano żółwie stepowe Testudo horsfieldii połączone pancerzami. Zwierzę miało dwie głowy, sześć nóg, dwa serca i dwa płuca, ale tylko jeden ogon i jeden żołądek[38].

## Rozmnażanie

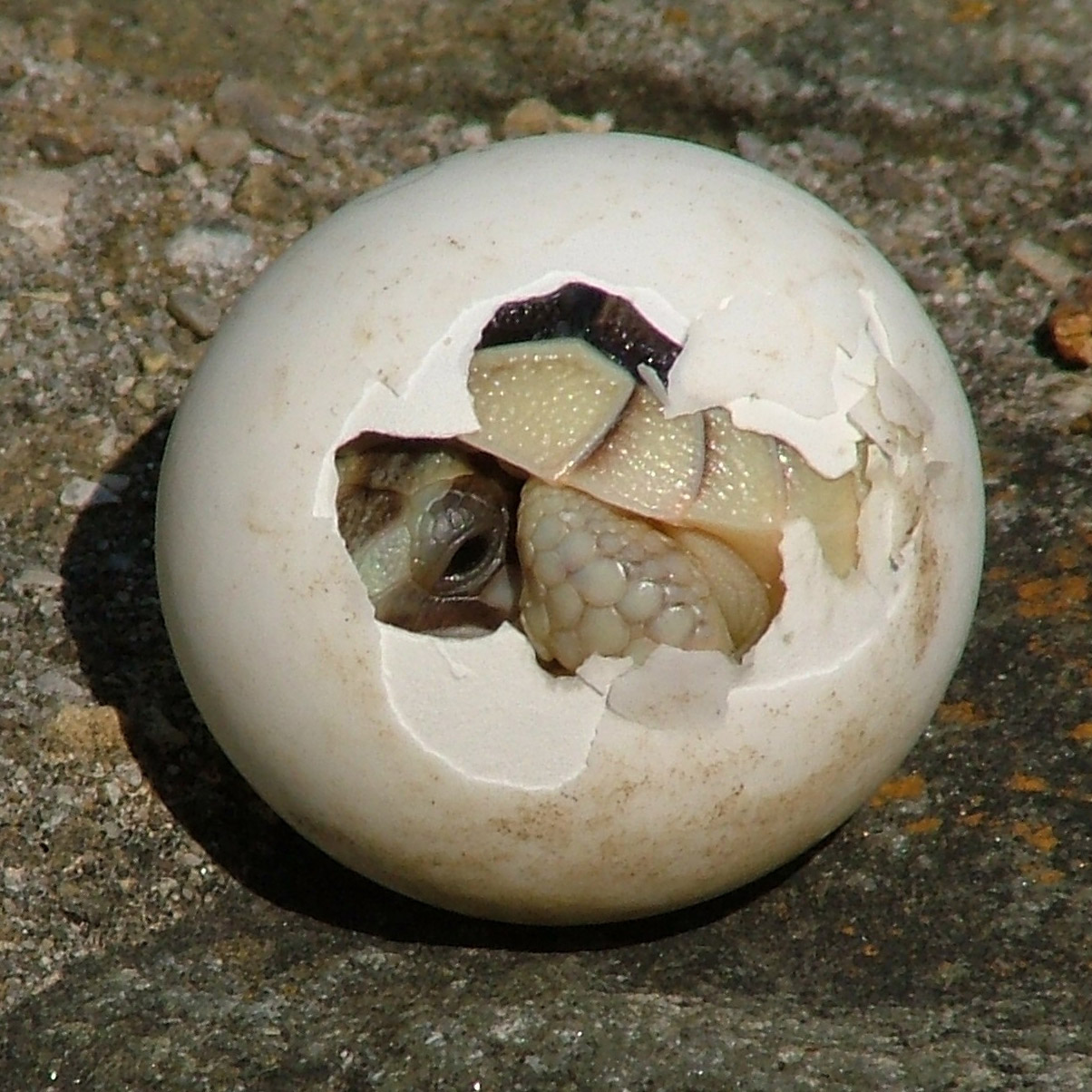
Wykluwający się żółw, prawdopodobnie Testudo marginata

Wszystkie żółwie są jajorodne i składają jaja na lądzie. Najpierw wygrzebują w ziemi jamy pełniące rolę komór lęgowych. Jaja pod wpływem ciepła słonecznego nagrzewającego grunt przechodzą proces inkubacji. Żółwiki wydostają się z jajek za pomocą tzw. zęba jajowego znajdującego się z przodu górnej szczęki. Jest to zgrubienie skórne, które znika po kilku miesiącach. Po wykluciu małe żółwiki wyglądają jak miniatury dorosłych i od razu są samodzielne. Ich pancerz jest jeszcze dość miękki i twardnieje z czasem. W pierwszych chwilach po wyjściu z komór instynktownie szukają kryjówki, są bowiem narażone na ataki wielu zwierząt, a szczególnie ptaków. U wielu gatunków żyjących w zimniejszym klimacie młode po wykluciu się z jaj spędzają zimę w komorach lęgowych i opuszczają je dopiero wiosną. Liczba składanych jaj zależy od gatunku i waha się w przedziale od kilku (mniejsze gatunki) do ok. 150 (duże gatunki).
U żółwi występuje termiczna determinacja płci, czyli płeć młodych zależy od temperatury w jakiej rozwijały się jaja. W większości przypadków u żółwi określone są dwie temperatury, wyższa temperatura indukuje samice, niższa natomiast powoduje wyklucie się jedynie samców, temperatury pośrednie powodują, że na świat przychodzą osobniki obu płci. Wybierając na złożenie jaj miejsca suche i cieplejsze lub wilgotniejsze i chłodniejsze, żółwice mogą wpływać na płeć swych potomków.
U żółwi morskich z rodzaju Lepidochelys, tj. u Żółwia oliwkowego (Lepidochelys olivacea) oraz u Żółwia zatokowego (Lepidochelys kempii) występuje unikalne zachowanie nazywane Arribada. Zjawisko to polega na tym, że jednocześnie na przełomie kilku dni na jednej plaży pojawia się tysiące samic w celu złożenia jaj. Żółwice przybywają na tę samą plażę gdzie się urodziły. Arribadę można obserwować tylko w kilku miejscach na świecie.

## Zagrożenia i ochrona

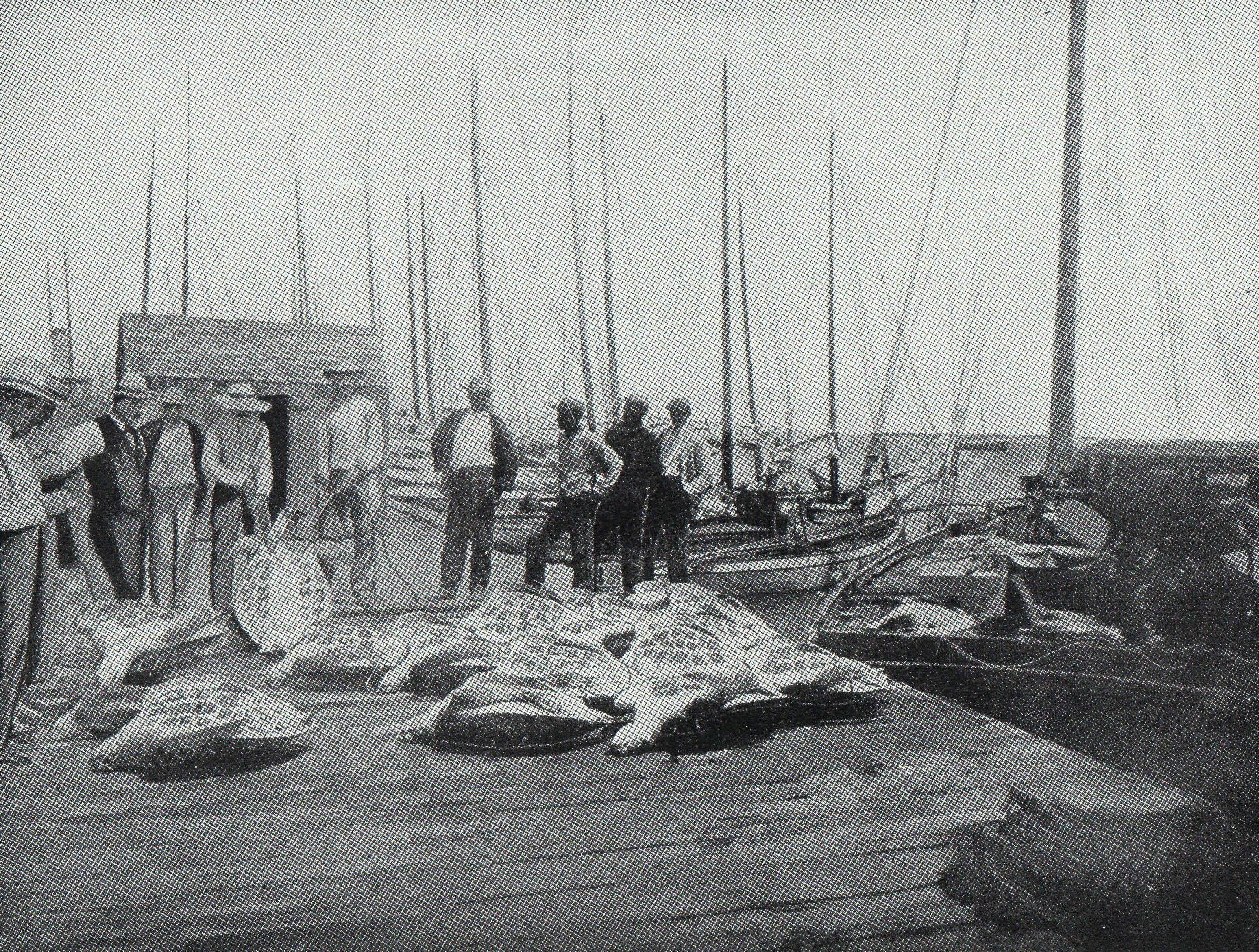
Jeszcze niedawno urządzano polowania na żółwie zielone

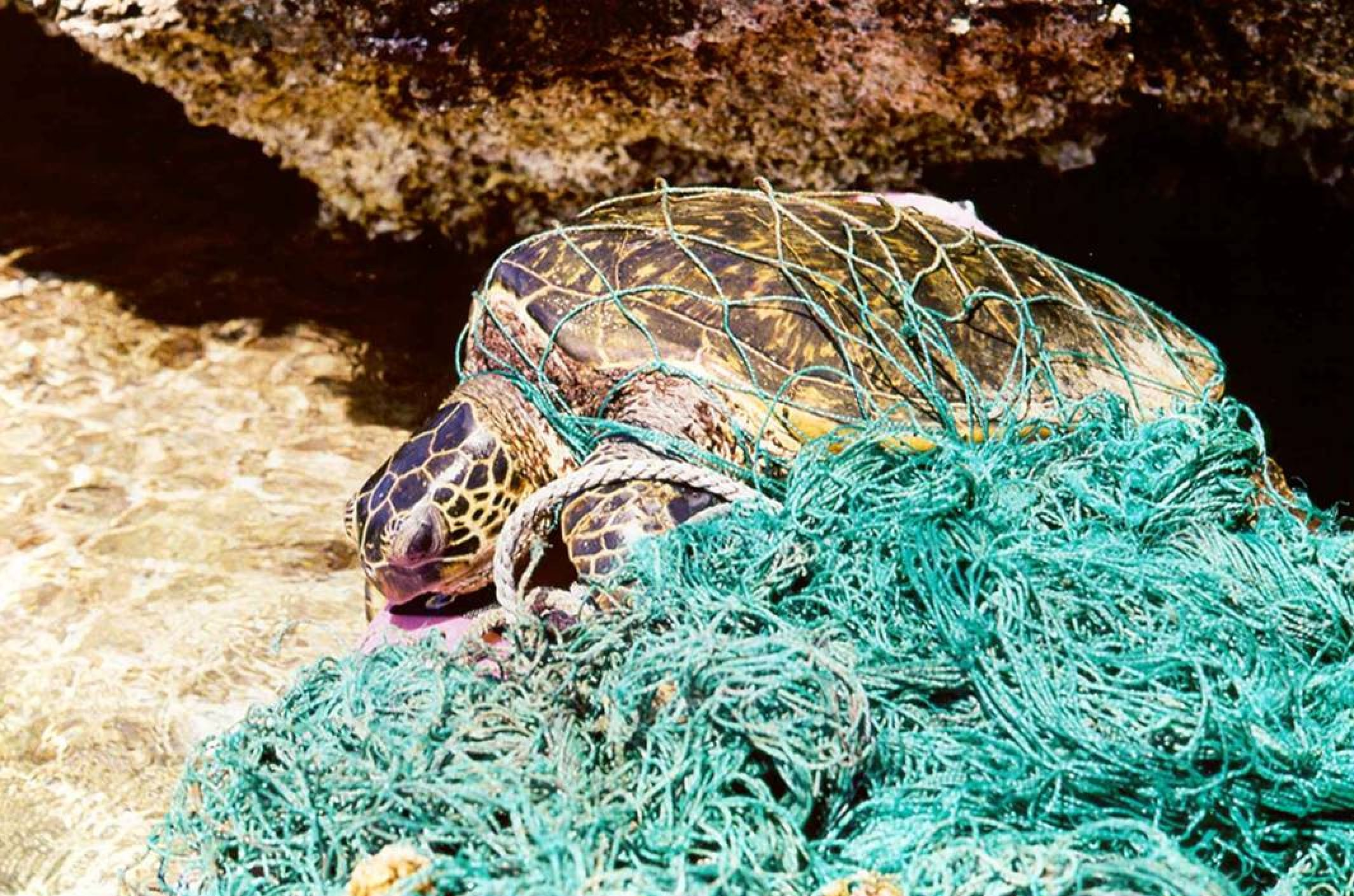
Żółw morski zaplątany w sieć rybacką

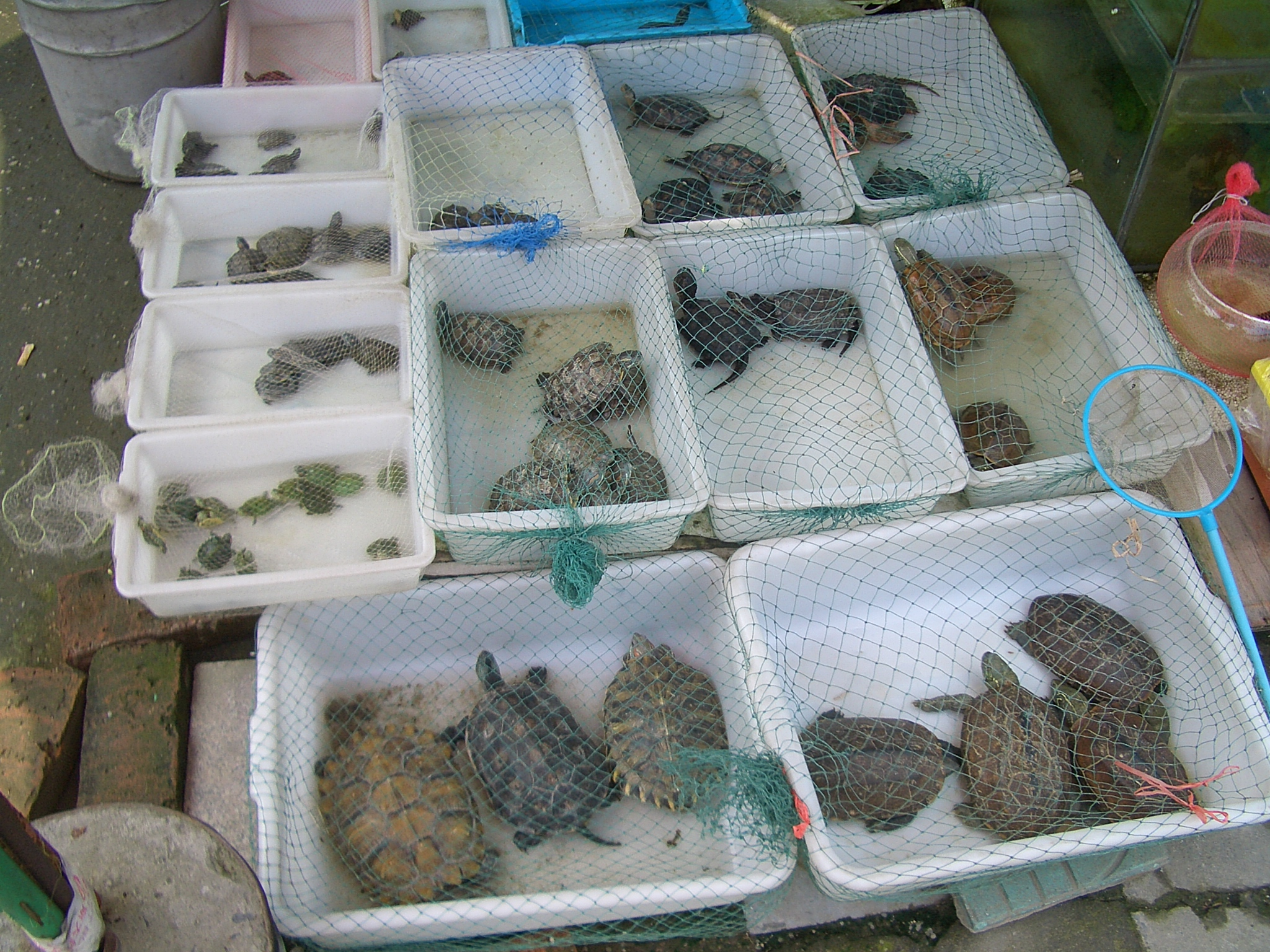
Żółwie sprzedawane nielegalnie na targu

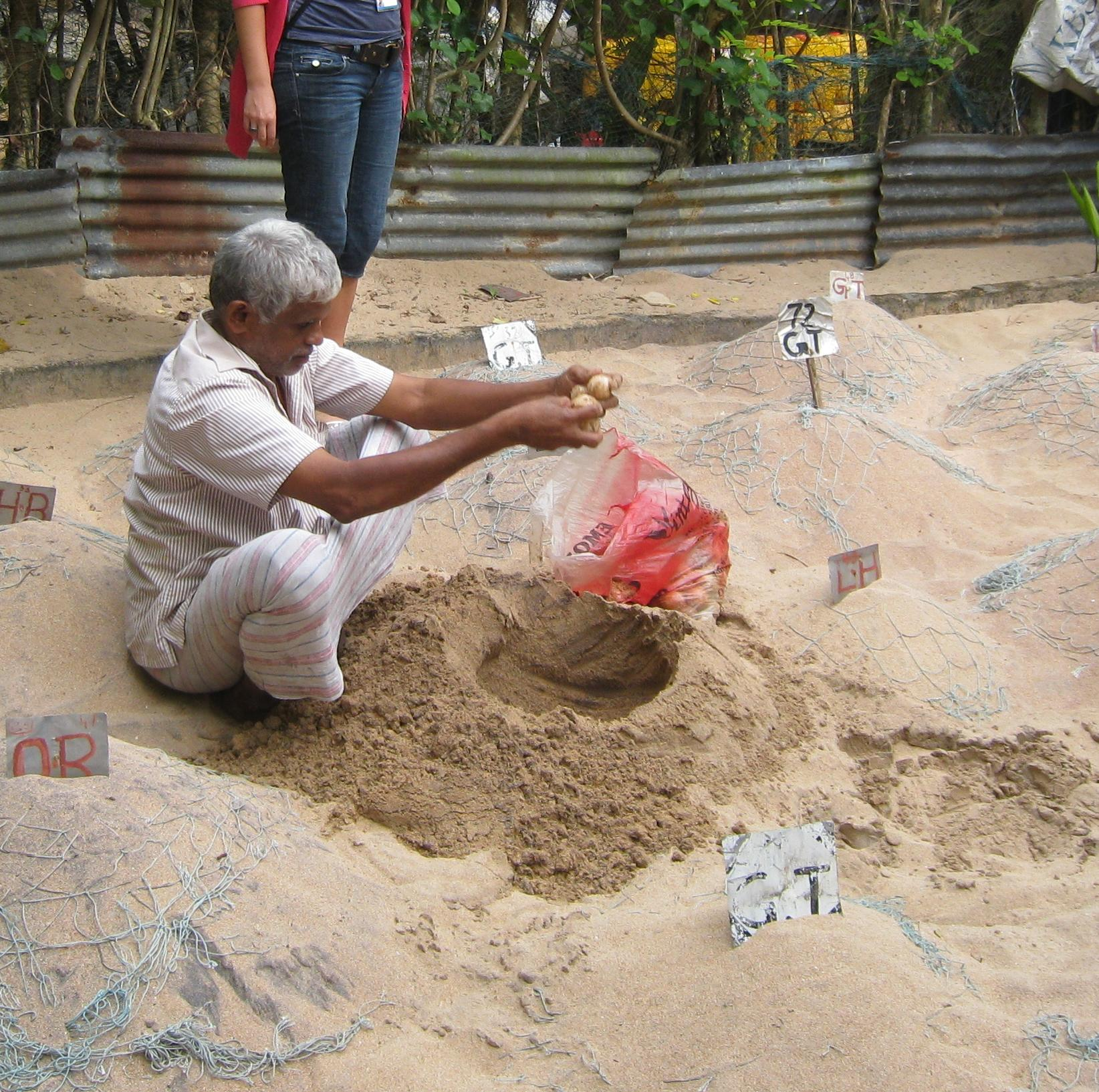
Jaja żółwie umieszczane w wylęgarni w Bentocie, południowa Sri Lanka

W naturze żółwie dzięki swym pancerzom przetrwały miliony lat, ale obecnie największym ich wrogiem jest człowiek. Całe populacje żółwi są odławiane ze środowiska naturalnego, by mogły stać się żywymi zabawkami w naszych domach. Mięso i jaja tych zwierząt do dzisiaj w Ameryce Południowej i Azji Południowo-Wschodniej stosowane są w celach konsumpcyjnych. W Europie obecnie żółwie są tzw. tabu pokarmowym, ale żółw błotny niegdyś uchodził za przysmak postny. Żółwie morskie i żółwie z wysp Galapagos były zabierane na statki przez żeglarzy jako „żywe konserwy” (żółw może wytrzymać długi czas bez jedzenia i picia). Słynną potrawą była zupa żółwiowa przyrządzana z żółwi morskich. Żółw szylkretowy był zabijany dla szylkretu, z którego wyrabiano grzebienie, spinki i biżuterię. Jeszcze niedawno jaja żółwi służyły do produkcji kremów kosmetycznych i olejków. W chwili obecnej wiele państw oraz organizacji pozarządowych prowadzi monitoring (Stowarzyszenie na rzecz Przetrwania Żółwi) oraz reintrodukcję gatunków żółwi, które najbardziej ucierpiały w wyniku działalności człowieka. Przykładem takiej działalności jest Fundacja Darwina zajmująca się m.in. rozmnażaniem żółwi zamieszkujących wyspy Galapagos.
W 1989 roku Polska ratyfikowała Konwencję o Międzynarodowym Handlu Dzikimi Zwierzętami i Roślinami Gatunków Zagrożonych, czyli konwencję waszyngtońską CITES, która weszła w życie w 1990 roku. Wraz z przystąpieniem do Unii Europejskiej obowiązuje nas również prawo unijne. W celu ochrony ginących gatunków zwierząt zamieszkujących teren Unii Europejskiej został wdrożony program Natura 2000, którego podstawą jest dyrektywa siedliskowa. W Polsce program Natura 2000 obejmuje m.in. rodzimy gatunek: żółwia błotnego (Emys orbicularis). Żółw ten na terenie Polski jest również objęty ścisłą ochroną na podstawie Rozporządzenia Ministra Środowiska z dnia 28 września 2004 r. w sprawie gatunków dziko występujących zwierząt objętych ochroną. Jednocześnie w Polsce obowiązują rozporządzenia Unii Europejskiej w sprawie handlu dzikimi zwierzętami w tym żółwi:
- Rozporządzenie Rady (WE) Nr 338/97[46] (Official Journal (OJ) of the European Communities, L 61, 3 III 1997) wraz z nowelizacjami w sprawie ochrony gatunków dzikiej fauny i flory poprzez reglamentację handlu nimi (wersja zaktualizowana w Rozp. 1497/2003[47]);
- Rozporządzenie Komisji (WE) NR 407/2009[48] z dnia 14 maja 2009 r. zmieniające rozporządzenie Rady (WE) nr 338/97 w sprawie ochrony gatunków dzikiej fauny i flory w drodze regulacji handlu nimi – w miejsce rozporządzenia Komisji (WE) nr 318/2008[49];
- Rozporządzenie Komisji (WE) nr 100/2008[50] z dnia 4 lutego 2008 r. zmieniające – w odniesieniu do kolekcji próbek i niektórych formalności związanych z handlem gatunkami dzikiej fauny i flory – rozporządzenie (WE) nr 865/2006[51] ustanawiające przepisy wykonawcze do rozporządzenia Rady nr 338/97;
- Rozporządzenie Komisji (WE) nr 811/2008[52] z dnia 13 sierpnia 2008 r. zawieszające wprowadzanie do Wspólnoty okazów niektórych gatunków dzikiej fauny i flory;

Na podstawie ustawy z dnia 3 października 2008 r. (Dz.U. 2008 nr 201, poz. 1237), która odnosi się do art. 64 ustawy z 16 kwietnia 2004 o ochronie przyrody (Dz.U. Nr 92, poz. 880) w Polsce gatunki żółwi, które znajdują się w Załączniku A i B Rozporządzenia Rady (WE) Nr 338/97 muszą być zarejestrowane w Wydziale Ochrony Środowiska miejscowego starostwa powiatowego, w ciągu 14 dni od daty jego nabycia. Zwierzęta urodzone w niewoli powinny posiadać zaświadczenie wydane przez urzędowego lekarza weterynarii. Chcąc przewieźć przez granicę zwierzę chronione prawem, należy posiadać zezwolenie Ministra Środowiska (nakaz ten dotyczy również martwych okazów oraz wszelkich rozpoznawalnych części i produktów pochodnych).
WWF Polska i prowadzi akcję informacyjną „Nie kupuj żółwi z przemytu”.

## Obecność w kulturze

Herb francuskiej gminy Wettolsheim

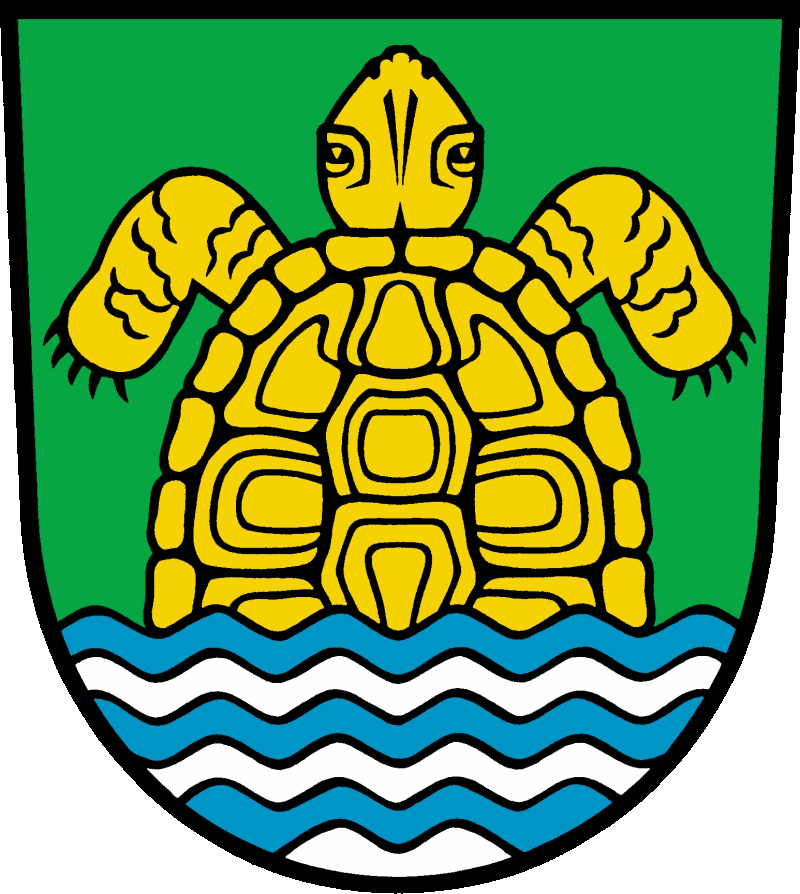
Herb niemieckiej gminy Grünheide

Dzięki swojemu wyglądowi oraz długowieczności, żółwie budziły w ludziach uznanie i podziw. Przypisywane były im również cechy ludzkie, takie jak miłość czy mądrość. Starożytni Hindusi wyobrażali sobie ziemię jako tarczę pod podporą słoni stojących na pancerzu żółwia, które wolno się obracały, tworząc dzień i noc. Legendy Indian mówiły, że kiedyś wszystkie zwierzęta mieszkały na pancerzu żółwia, a potem krab naniósł tyle piasku, że cały pancerz zasypał. W Chinach żółw Ao był podporą świata. Aztecy uznawali żółwia za symbol tchórzostwa i zdrady, natomiast chrześcijanie początkowo uważali żółwia za początek zła, jednak ostatecznie uznali go za symbol skromności małżeńskiej. W Indiach żółwiak chiński jest uważany za święte zwierzę. Na Rusi Południowej powiadano, że kto zabije żółwia temu ręce spuchną.